# Friedrich von Thiersch
Pour les articles homonymes, voir Thiersch.
Friedrich Maximilian Thiersch, anobli en 1897 chevalier von Thiersch (né le 18 avril 1852 à Marburg an der Lahn et mort le 23 décembre 1921 à Munich) est un architecte et peintre allemand. Inspiré par les idées de Semper, il est par son œuvre monumentale l'un des plus éminents représentants du courant de l’historicisme tardif, avec une dilection particulière pour les grandes voûtes ( Rundbogenstil) et la combinaison d'éléments néoclassiques au style Renaissance, très en faveur dans l'Allemagne de la seconde moitié du XIXe siècle.

## Biographie
Thiersch a grandi à Marbourg ; il était le petit-fils du philologue Friedrich Thiersch, le frère de l’architecte et professeur August Thiersch, et l'oncle de l’archéologue Hermann Thiersch. Sa femme, Augusta Thiersch-Eibler, fille du conseiller Eduard Eibler de Lindau, lui a donné huit enfants, dont la romancière Berta Thiersch (de) (1888–1984) et la relieuse Frieda Thiersch (de) (1889–1947), qui a conçu la reliure de Bremer Presse (de). Friedrich von Thiersch étudia de 1868 à 1873 l’architecture à l’Institut Technique de Stuttgart. Puis il travailla pour le cabinet d’architectes francfortais Mylius & Bluntschli, mais une mésentente l’incita en 1878 à se mettre à son compte.
Ses nombreux voyages à travers l'Europe (par ex. 1878 en Grèce) permirent à Friedrich Thiersch de se constituer une forte culture artistique et historique. Il soutint sa thèse d’habilitation et fut appelé en 1882 comme professeur à l’université technique de Munich. Son succès en tant qu'architecte le décida à demeurer à Munich, mais il travaillait sur des projets à travers toute l'Allemagne, pour différents princes et municipalités, et même pour la maison impériale. Il reçut un prix lors de l'Exposition Internationale de Berlin (1896), et fut décoré l’année suivante de l’Ordre du mérite civil de la Couronne de Bavière, qui emportait son anoblissement. Les dernières années de sa vie furent assombries par une série de malheurs : au mois de janvier 1914 il perdit sa fille Marie, et au mois d’octobre suivant il apprenait la mort au combat de son fils Ernst. Son gendre Albrecht Zeller mourut en 1918 et son fils cadet Friedrich, en 1920. Lui-même mourut la veille de Noël 1921. Il a été inhumé dans l'ancien terrain du Waldfriedhof de Munich, concession n°71-W-10. Le buste de l'architecte se trouve désormais dans le hall d'entrée du Palazzo Tegernsee, dont il avait dessiné les plans avec son frère en août 1873-74. Les bustes ont été réalisés par la sculptrice munichoise Andrea Wenzel.

## Œuvres

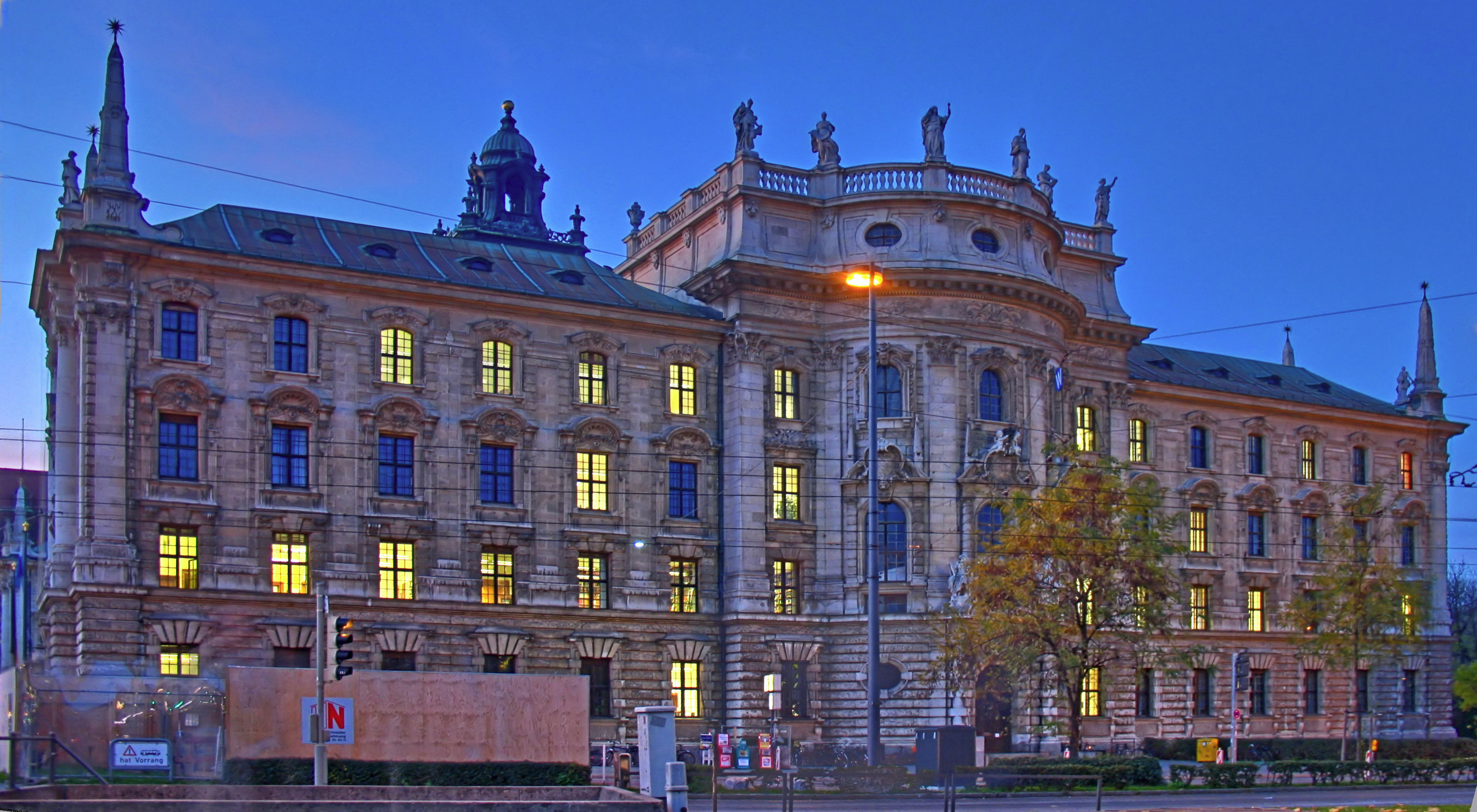
Palais de justice de Munich.

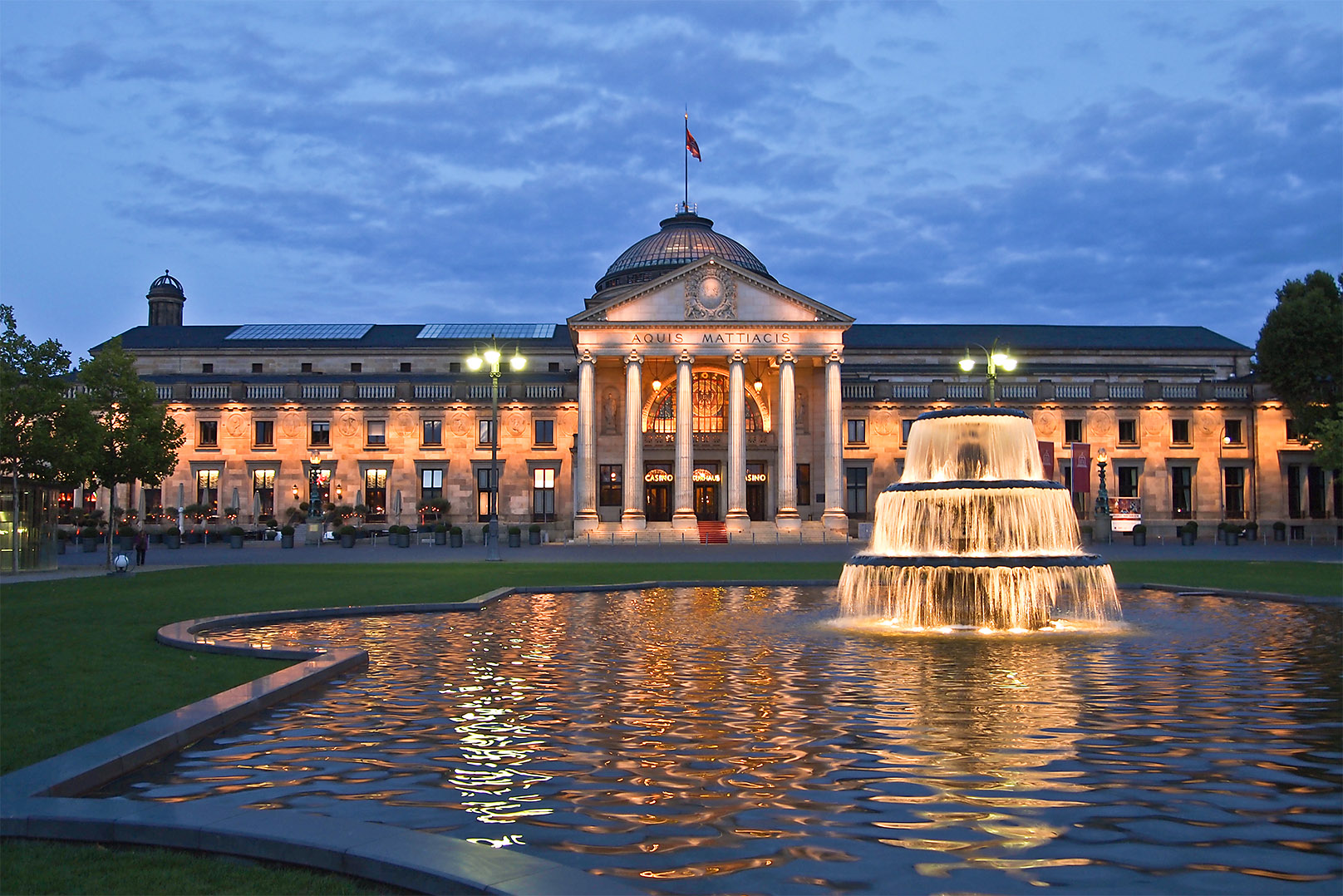
Thermes de Wiesbaden le soir.

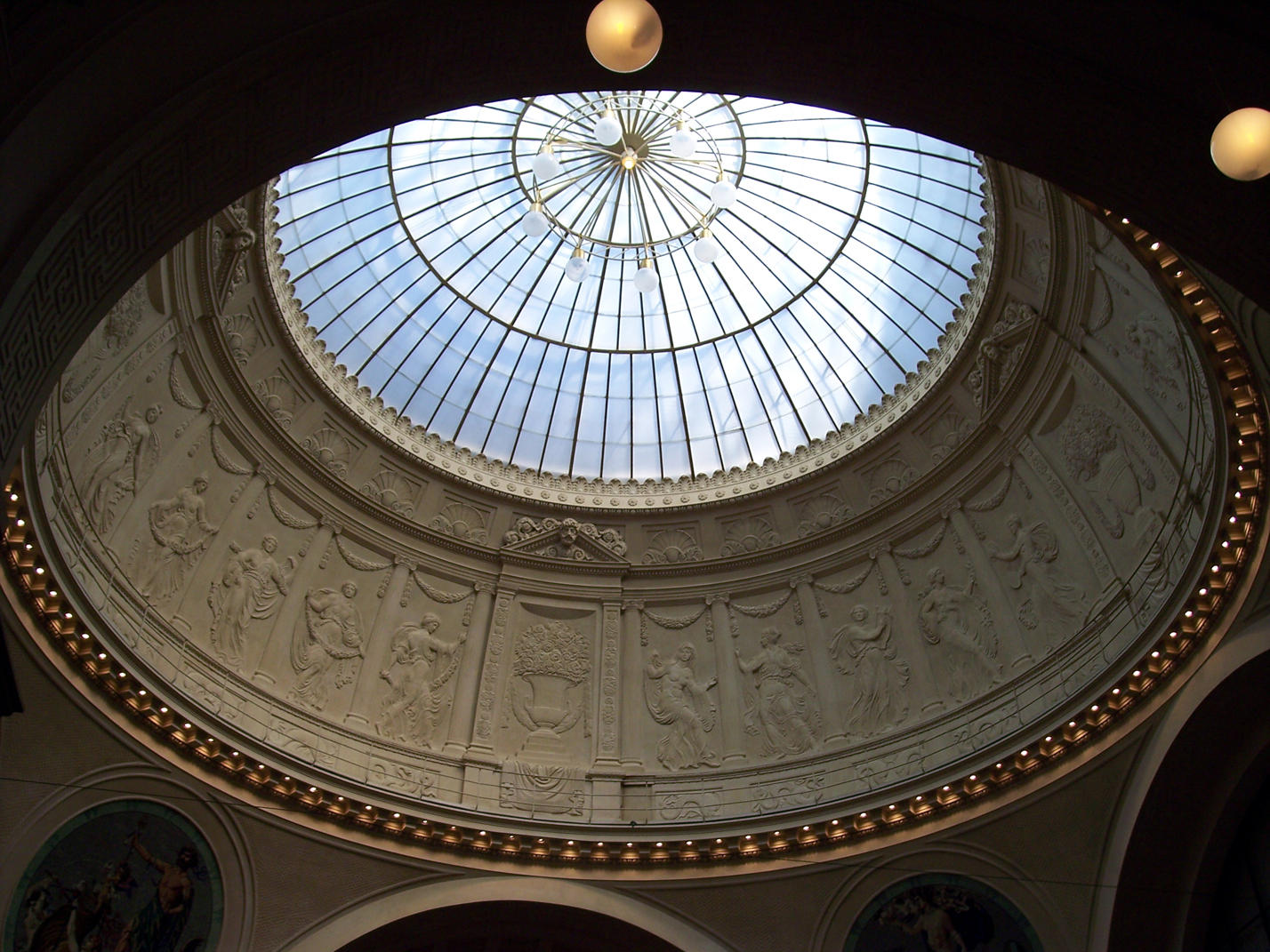
Thiersch était un spécialiste des coupoles (ici les thermes de Wiesbaden).

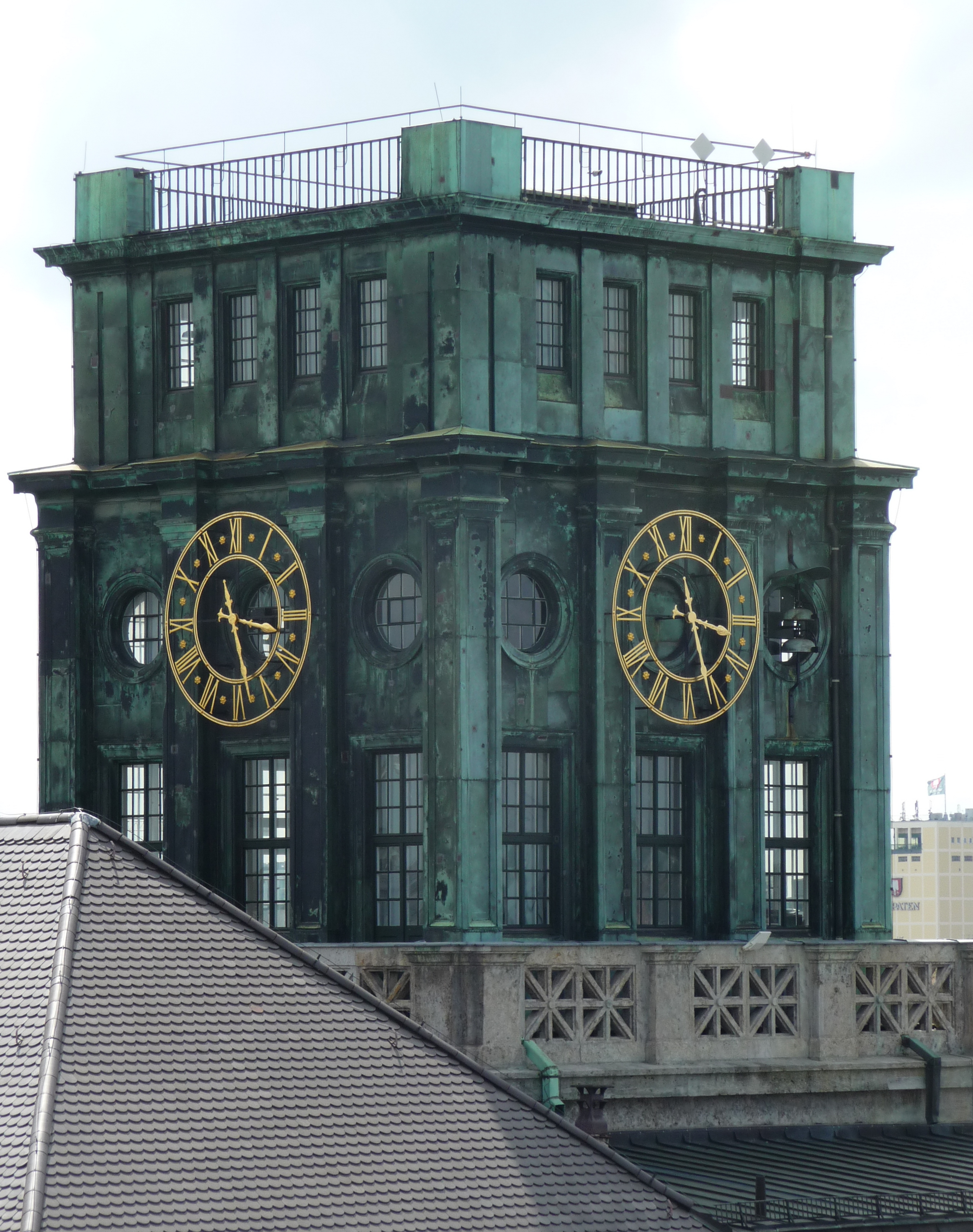
Fr. von Tiersch réalisa en 1916 la tour de l'université technique de Munich.

En 1882 il avait pris part au second concours d'architecture pour le Reichstag de Berlin et obtint le premier prix ex-aequo avec Paul Wallot, à qui cependant l’on confia la direction des travaux. En 1885 il participa au concours pour le Reichsgericht de Leipzig et, bien que la première fût attribuée à Ludwig Hoffmann, Thiersch remporta un succès d'estime par la symbiose de différents styles et le monumentalité caractéristiques de son projet : cela lui valut la commande du palais de justice de Munich en 1887. Avec ce dernier édifice, construit entre 1891 et 1897, où les éléments néo-baroques accompagnent une architecture Moderne (la coupole en verre), il accéda enfin à la célébrité. La ville de Munich chercha à s'attacher ses services, d’autant qu’il était déjà enseignant à l’Institut Technique de Charlottenburg. Thiersch demeura donc à Munich et travailla désormais pour le royaume de Bavière. À Munich il dressa les plans de la maison Bernheim (1887–1889), du pont du Prince Régent (1891), du pont Ludwig-Ferdinand (1892), de la Nouvelle Bourse (1898–1901) et l'extension du palais de justice (1902–1905). L'achèvement du palais de justice lui valut l'élévation au rang de chevalier de la Couronne de Bavière, qui valait anoblissement.
Cet édifice monumental éveilla l’intérêt de l’empereur Guillaume II, qui le chargea de reconstituer les autels historiques de Pergame et d’Altyre pour l’Île aux Musées de Berlin. L’empereur lui commanda également la construction des thermes de Wiesbaden, dont la salle de concert s’appelle désormais salle Friedrich-von-Thiersch. Ce dernier édifice, construit entre 1902 et 1907, impressionna tellement Guillaume II qu’il confia à Thiersch qu’il n’aurait pu rêver de construire quelque chose d'aussi monumental dans sa capitale.
Thiersch est aussi l'architecte de la Festhalle de Francfort-sur-le-Main (1907–1909), qui demeure encore une prouesse technique avec sa coupole de 65 m de diamètre ; et l'actuel pont Theodor-Heuss reliant Mayence à Kastel (auj. Wiesbaden, 1885) et à la chapelle militaire (l'actuelle Friedenskirche) de Ludwigsburg (1899–1903).
Friedrich von Thiersch est considéré comme un maître de la composition des styles. Il prenait des libertés avec les modèles académiques dominants pour atteindre à l'imprévu et au sublime. Usant des expressions architecturales du passé sans copier servilement tel ou tel monument, il s'imposa comme un spécialiste des grandes coupoles et savait donner à ses constructions une monumentalité intérieure. Pour cela, il se tenait à la pointe du progrès technique et s'intéressa particulièrement aux problèmes posés par le chauffage central, les ascenseurs, l'aération, et les sanitaires.

## Réalisations et projets
- 1882–1885 : pont Theodor-Heuss sur le Rhin reliant Mayence et Wiesbaden (Mainz-Kastel)
- 1887–1889 : Maison Bernheim de Munich, n°3 Lenbachplatz (agrandi en 1909; en coll. avec Martin Dülfer (de))
- 1891–1897 : Palais de justice de Munich, Elisenstraße 1a / Karlsplatz
- 1894 : agrandissement de la brasserie Löwenbräu de Munich, n°4 rue Nymphenburg
- 1896–1897 : Stèle funéraire de Franz et Frieda von Lipperheide dans l'Ancien cimetière Saint-Matthieu à Berlin-Schöneberg (en partie détruite)
- 1897 : Villa témoin (« Villa Fischer ») de Meisterschwanden[2]
- 1898 : projet pour les thermes de Wiesbaden, Kurhausplatz (réalisé en 1905–1907)
- 1898–1899 : Hôtel Reinemann (de) à Munich
- 1898–1901 : agrandissement de l’hôtel de ville de Fürth

la salle du conseil passe pour l'une des plus vastes du style historicisant final.
- 1899–1901 : Nouvelle bourse (par la suite siège de la Chambre de Commerce et d'Industrie de Munich), Max-Joseph-Straße 2 / Maximiliansplatz 8
- 1901–1903 : chapelle militaire de Ludwigsburg
- 1902–1903 : caserne Luitpold à Lindau
- 1902–1903 : pont Cornelius à Munich
- 1902–1903 : pont de Reichenbach (de) à Munich
- 1903–1905 : Annexe du Palais de justice de Munich, n°5 Prielmayerstrasse
- 1903–1905 : pont Maximilien sur l'Isar à Munich
- 1906–1909 : Festhalle de Francfort-sur-le-Main (projet 1906, chantier terminé en 1909)
- 1906–1916 : Pavillons de l'Institut Technique de Munich
- 1908–1909 : Restauration et aménagement de la chapelle Ste-Élisabeth des Capucins à Aschaffenburg
- 1910 : projet pour la tour Bismarck sur l'Elisenhöhe à Bingerbrück (non classé)[3]

## Films
- Friedrich von Thiersch. Ein Münchner Architekt des Historismus, BR, 2003, documentaire de Bernhard Graf